# Pedro Ribera (ingeniero)

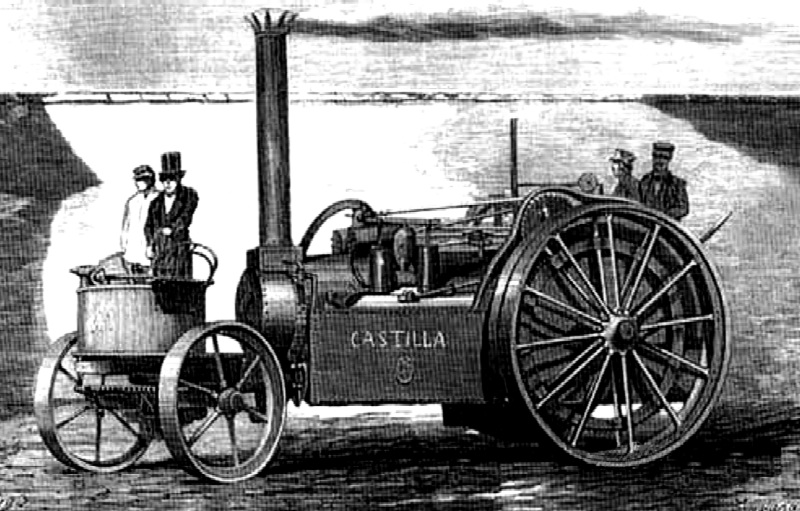
Grabado del 'locomóvil Castilla (1860)

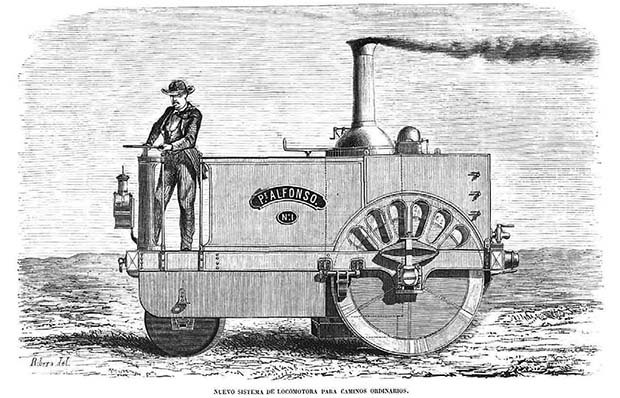
Grabado del locomóvil Príncipe Alfonso (1862)

Pedro Ribera fue un ingeniero de entre la segunda mitad del siglo XIX y primer cuarto del siglo XX nacido en Tortosa (Tarragona).
La mayor parte de su labor estuvo vinculada al ferrocarril cuando éste, en España, estaba en su fase de nacimiento y primera expansión. Estuvo trabajando durante una década en Lisboa. Allí formó parte de la Asociación Profesional de Ingenieros y fue en esa ciudad donde nacieron sus hijos. A su vuelta, trabajó para la Compañía del Norte siendo nombrado director del servicio material de tracción del ferrocarril Alar del Rey-Santander.
Ribera se mostró como un profundo conocedor de la realidad económica de España y sobre todo de su atraso industrial, intentando combatirlo por medio de una prolija labor en folletos y artículos publicados en la prensa especializada: El Museo Universal,  Revista Ilustrada de Banca, viajes, ferrocarriles y seguros, Gaceta de los Caminos de Hierro o Anuario Ferroviario (hizo el prólogo desde sus comienzos en 1893, hasta 1897).
Trató de introducir las nuevas experiencias que se estaban planteando en otros países y abarcaba todo tipo de cuestiones: empresariales, tecnológicas e incluso medioambientales. Mostraba una profunda confianza en el ferrocarril como elemento impulsor para la industria española, sobre todo la siderúrgica. Todo ello, le llevó a sugerir en 1884 una amplia reforma del sistema ferroviario en España. Planteaba la necesidad de una red secundaria de 10.000 km, que debía construirse a un ritmo de 4.000 por año.
En 1860 el locomóvil que había traído de Inglaterra y había adaptado hizo el recorrido Valladolid-Madrid en 19 días. Lo bautizó con el nombre de locomóvil Castilla. En 1862, presentó un nuevo vehículo que habría sido diseñado íntegramente por él (según se recoge en El Museo Universal) y que recibió el nombre de Príncipe Alfonso, en honor del futuro Alfonso XII.
En 1863 solicitó un Privilegio Real de Invención de una máquina para elevar aguas que llamó Hidro-Elevador, catalogado con el n.º 2677.
En 1868 desarrolló una locomotora Ténder
También le preocupaba la cuestión social, las condiciones de vida de los trabajadores, lo cual planteó en un folleto titulado La crisis obrera (1883)

## Obra escrita
- Ribera, Pedro (1884). Proyecto de Unificación del material móvil de los caminos de hierro de la Península Ibérica. Madrid: Imprenta y litografía de La Guirnalda.

- Ribera, Pedro (1893). «Prólogo». Anuario Ferroviario: 7-10.

- Ribera, Pedro (1894). «Prólogo». Anuario Ferroviario: 17-20.

- Ribera, Pedro (1895). «Prólogo». Anuario Ferroviario: 29-34.

- Ribera, Pedro (1897). «Carta-juicio sobre este anuario». Anuario Ferroviario: 16-18.